# Encentrum psammophilum
Encentrum psammophilum är en hjuldjursart som beskrevs av Althaus 1957. Encentrum psammophilum ingår i släktet Encentrum och familjen Dicranophoridae. Inga underarter finns listade i Catalogue of Life.